# Resident Evil
Resident Evil (i Japan känt som バイオハザード, Baiohazādo, "Biohazard") är en spelserie som myntat begreppet skräcköverlevnad (engelska survival horror), och som också blivit filmatiserad, med både verkliga skådespelare och i animerad version. Första delen av spelet kom 1996. Det finns även kringprodukter såsom actionfigurer, strategiguider och texter. När Resident Evil 4 släpptes till GameCube och Playstation 2 innehöll det en specialdesignad spelkontroll i form av en motorsåg. Utvecklarna är det japanska datorspelsföretaget Capcom och producenten för projektet är speldesignern Shinji Mikami.
I september 2015 hade det totalt sålts ungefär 65 miljoner exemplar spel från serien.

## Handling
Spelen har mycket gemensamt men de skiljer sig samtidigt en hel del från varandra.

### Resident Evil
Det första spelet handlar om en elitstyrka vid namn S.T.A.R.S. med två grupper (Alpha och Bravo Team) som ska undersöka några brutala mord i Arklay Mountains utanför Raccoon City. Då Bravo Team attackeras av hundar tar teamet skydd i en herrgård som är hemsökt av olika monster och Alpha Team får uppdraget att gå till botten med vad som hänt.
Det går att spela som Chris Redfield eller Jill Valentine i Alpha Team.

### Resident Evil 2
Spelaren får välja att vara Leon S. Kennedy eller Claire Redfield. Väljer man Claire får man spela som Sherry Birkin en bit, väljer man Leon så får man spela som Ada Wong.
Claire Redfield letar efter sin bror Chris Redfield. Leon S. Kennedy har sin första dag som polis. Båda stöter på zombies och hittar sedan varandra och tillsammans försöker de fly från staden Raccoon city. De börjar med att ta sig till polisstationen. Claire hittar en liten flicka vid namn Sherry Birkin, hennes föräldrar bad henne att gömma sig vid polisstationen eftersom det är säkert. Men ingenting i staden är längre säkert, därför måste Claire rädda Sherry, då Sherrys föräldrar dör i spelet.
Leon stöter på den mystiska kvinnan Ada Wong, som letar efter sin pojkvän John.

### Resident Evil 3: Nemesis
Spelaren övertar karaktärerna Jill Valentine och Carlos Oliveira (en bit). Resident Evil 3: Nemesis utspelar sig dagen innan och dagen efter Resident Evil 2. Huvudkaraktären Jill Valentine ska ta sig ur staden Raccoon city som blivit infekterad. Hon stöter på Brad (en kollega), den flirtiga killen, Carlos Oliveira och hans lömska medarbetare Nikolai Zinoviev. I spelet finns ett nytt stort farligt experiment som är ute efter att döda alla S.T.A.R.S.-medlemmar, Nemesis. Under spelets gång blir spelaren förföljd av den här besten.

### Resident Evil 4
I det fjärde spelet spelar man som Leon S. Kennedy som fått i uppdrag att resa till ett spanskspråkigt land för att rädda den amerikanska presidentens dotter som blivit kidnappad av en mystisk kult. Det visar sig att denna kult har vissa saker gemensamt med det virus som orsakade zombifieringar i tidigare spel. I det här spelet är det dock en parasit som tar över människornas sinnen.

### Resident Evil 5
Resident Evil 5 utspelar sig tio år efter händelserna från det första spelet. Chris Redfield är med i organisationen Bio-terrorism Security Assessment Alliance, och har kommit till en by i nordöstra Afrika för att undersöka nya virus. Byn reagerar aggressivt mot det mesta och spelet går ut på att stoppa ett virus från att spridas över hela världen.

### Resident Evil 6
Resident Evil 6 utspelar sig också tio år efter Raccoon City och för första gången dyker Leon och Chris med i samma spel. Det finns tre olika kampanjer när spelet startar och en fjärde som låses upp för den som klarat de tre första.

### Resident Evil 7
I juli 2017 dras Ethan Winters till en övergiven plantage i Dulvey, Louisiana, av ett meddelande från hans fru, Mia, som har antagits död sedan hon försvann 2014. Han försöker befria henne från Baker familjens hus.

### Resident Evil: Village
Resident Evil Village utspelar sig tre år efter händelserna i Resident Evil 7. Ethan Winters återvänder som huvudpersonen.Ethan har bott med sin fru Mia och 6 månader gamla dottern Rosemary när Chris Redfield – som varit med i tidigare Resident Evil-spel – och hans män plötsligt dyker upp, mördar hans fru kallblodigt och kidnappar honom och hans dotter, och tar med sig dem till en mystisk europeisk by.

## Spel
| Titel                        | År   | Plattform                                                                             | Remake-Plattformar |
| ---------------------------- | ---- | ------------------------------------------------------------------------------------- | --- |
| Resident Evil                | 1996 | Playstation                                                                           | Microsoft Windows, Sega Saturn, Nintendo DS, Playstation 4, Playstation 5                                                             |
| Resident Evil 2              | 1998 | PlayStation                                                                           | Microsoft Windows, Nintendo 64, Dreamcast, Nintendo Gamecube                                                                          |
| Resident Evil 3: Nemesis     | 1999 | Playstation                                                                           | Microsoft Windows, Dreamcast, Gamecube                                                                                                |
| Resident Evil: Code Veronica | 2000 | Dreamcast                                                                             | Playstation 2, Playstation 3 (PSN), Gamecube, Xbox 360, Xbox One, Playstation 4                                                       |
| Resident Evil Remake         | 2002 | Nintendo Gamecube                                                                     | Wii, Microsoft Windows, Playstation 3, Playstation 4, Xbox 360, Xbox One, Nintendo Switch                                             |
| Resident Evil 0              | 2002 | Nintendo Gamecube                                                                     | Wii, Microsoft Windows, Playstation 3, Playstation 4, Xbox 360, Xbox One, Nintendo Switch                                             |
| Resident Evil 4              | 2005 | Nintendo Gamecube                                                                     | Microsoft Windows, Wii, Playstation 2, Playstation 3, Xbox 360, Mobile Phone (Bara i Japan), Playstation 4, Xbox One, Nintendo Switch |
| Resident Evil 5              | 2009 | Playstation 3, Xbox 360                                                               | Microsoft Windows, Playstation 4, Xbox One, Nintendo Switch                                                                           |
| Resident Evil Revelations    | 2012 | Nintendo 3DS, Wii U, Playstation 3, Xbox 360                                          | Microsoft Windows, Playstation 4, Xbox One, Nintendo Switch                                                                           |
| Resident Evil 6              | 2012 | Playstation 3, Xbox 360                                                               | Microsoft Windows, Playstation 4, Xbox One, Nintendo Switch                                                                           |
| Resident Evil Revelations 2  | 2015 | Playstation 3, Xbox 360, Playstation 4, Xbox One, Microsoft Windows, Playstation Vita | Nintendo Switch |
| Resident Evil 7: Biohazard   | 2017 | Playstation 4, Xbox One, Microsoft Windows                                            | Nintendo Switch, Playstation 5, Xbox Series X/S                                                                                       |
| Resident Evil 2 Remake       | 2019 | Playstation 4, Xbox One, Microsoft Windows                                            | Nintendo Switch, Playstation 5, Xbox Series X/S                                                                                       |
| Resident Evil 3 Remake       | 2020 | Playstation 4, Xbox One, Microsoft Windows                                            | Nintendo Switch, Playstation 5, Xbox Series X/S                                                                                       |
| Resident Evil Village        | 2021 | Playstation 4, Playstation 5, Xbox One, Microsoft Windows, Xbox Series X/S            | Nintendo Switch |
| Resident Evil 4 Remake       | 2023 | Playstation 4, Playstation 5, Xbox One, Microsoft Windows, Xbox Series X/S            | |

### Framtiden
Producenten av Resident Evil 5, Jun Takeuchi sade i en intervju med GameTrailers.com att Resident Evil 6 skulle bli en fullständig omstart/remake. Resident Evil 6. Capcom släpptes i oktober till Playstation 3, Xbox 360 och Microsoft Windows. Då hade utvecklandet av Resident Evil 7 redan satt fart. 13 juni 2016 meddelade Capcom att Resident Evil 7: Biohazard kommer att bli ett spel med första persons-perspektiv, spelet kommer att släppas i januari 2017. En remake till Resident Evil 4 kommer släppas 24 mars 2023.

### Raccoon city-serien
Det enda spelet i serien, Resident Evil: Operation Raccoon City släpptes 2012 för Playstation 3 och Xbox 360.
Spelet utspelar sig samtidigt som Resident Evil 2 och Resident Evil 3 Nemesis. Men till skillnad från tidigare så spelar man nu som företaget Umbrella, de onda i historien.

### Survivor-serien
- Resident Evil: Survivor, släppt 2000, original till PlayStation, portat till Windows (endast i Kina).
- Resident Evil: Survivor 2 Code: Veronica, släppt 2001, original till Arkad, portat till PlayStation 2.
- Resident Evil: Dead Aim, släppt 2003, finns till PlayStation 2.

### Outbreak-serien
- Resident Evil: Outbreak, släppt 2003, finns till PlayStation 2.
- Resident Evil: Outbreak File 2, släppt 2004, finns till PlayStation 2.

### Chronicles-serien
- Resident Evil: Umbrella Chronicles, släppt 2007, finns till Nintendo Wii.
- Resident Evil: The Darkside Chronicles, släppt 2009, finns till Nintendo Wii.

### Portabla spel
- Resident Evil Gaiden, släppt 2001, finns till Game Boy Color.
- Resident Evil: The Missions, släppt 2005, finns till mobiltelefon.
- Resident Evil Confidential Report, släppt 2006, finns till mobiltelefon.
- Resident Evil: Deadly Silence, släppt 2006, finns till Nintendo DS.
- Resident Evil: Genesis, släppt 2008, finns till mobiltelefon.
- Resident Evil: Degeneration , släppt 2008, finns till N-Gage.
- Resident Evil: The Mercenaries 3D, släppt 2011, finns till Nintendo 3DS.
- Resident Evil: Revelations , släppt 2012, finns till Nintendo 3DS.

## Filmer
Det finns hittills sex Resident Evil-filmer, de tre första filmernas manus gjordes av Paul W. S. Anderson. Trots att grundtanken är skräck präglas filmerna mycket av action. Reaktionen blandad från fans, en del klagade på att filmerna var helt annorlunda än grundstoryn.
Resident Evil-filmerna har varit ekonomiskt framgångsrika nog att finansiera en trilogi av filmer. Dock kom kortfilmen Biohazard 4D Executor redan år 2000 (endast i Japan) och år 2008 kom den animerade långfilmen Resident Evil Degeneration. Resident Evil Degeneration utspelar sig efter Resident Evil 2, troligtvis även efter Resident Evil 4.
Den amerikanska skådespelerskan och supermodellen Milla Jovovich spelar den kvinnliga huvudrollen i filmerna.

### Filmerna I tidsordning
- Resident Evil (2002)
- Resident Evil: Apocalypse (2004)
- Resident Evil: Extinction (2007)
- Resident Evil: Afterlife (2010)
- Resident Evil: Retribution (2012)
- Resident Evil: The Final Chapter (2017)
- Resident Evil: Welcome to Raccoon City (2021)

### Animerade filmer
- Biohazard 4D Executer (2000)
- Resident Evil: Degeneration (2008)
- Resident Evil: Damnation (2012)

### Romaner
Den första Resident Evil-boken var en kortroman som hette "Biohazard: The Beginning" och skrevs av Hiroyuki Ariga. Den publicerades som en del av boken "The True Story of Biohazard", som gavs ut som en bonus till folk som förhandsbokade originalspelet Biohazard till Sega Saturn. Historien i boken förklarar kort vad som hände innan händelserna i Resident Evil, i vilken Chris Redfield utreder försvinnandet av en vän.
S.D. Perry har skrivit romanversioner av de första fem spelen, samt två böcker som utspelar sig mellan några av spelen. Perrys romaner är: "The Umbrella Conspiracy", vilket är en romanversion om det första spelet; "Caliban Cove", vilket är en roman som utspelar sig efter det första spelet; "City of The Dead", en roman som handlar om Resident Evil 2; "Underworld" är en roman som utspelar sig efter Resident Evil 2; "Nemesis";"Code Veronica" och "Zero Hour".
Romanerna tog ofta friheter med storyn genom att utforska saker som hände utanför och efter spelen. Detta gjorde att böckerna senare inte var riktigt trovärdiga då storyn i spelen senare gick i en annan riktning.
Det släpptes också en officiell boktrilogi om Resident Evil i Japan. ”The Beast of the Northen Seas” publicerades år 1998 och skrevs av Kuy Asakura och spelstudion Flagship. Två till noveller publicerades år 2002; ”To the Liberty” av Suien Kimura och ”Rose Blank” av Tadashi Aizawa. Det har inte kommit någon officiell översättning av någon av dessa böcker till något språk, tills 2006, då de två senaste blev översatta och publicerade på tyska år 2006.
Bokversioner av de tre filmerna har skrivits av Keith R. A. DeCandido. Titulerade ”Genesis”, ”Apocalypse” och ”Extinction”, ”Extinction” släpptes i juli 2007, flera månader innan filmen hade premiär. Det finns också en japansk bok som baseras på den första filmen, dock har den inget att göra med Keith R. A. DeCandidos skapelser. Denna skrevs av Osamu Makino.

### Serier
År 1998 släppte Wildstorm, ett dotterbolag till seriegiganten DC Comics, en månatlig serietidning som baserades på de två första Resident Evil-spelen. Serien hette Resident Evil: The Official Comic Magazine. Varje nummer skildrade händelser från spelen, samt relaterade sidohistorier. Serierna utforskade dock även händelser efter Resident Evil 2 (om de senaste spelen som fanns när serien fortfarande publicerades), och även här blev serien osammanhängande med historien i spelen.
Wildstorm gjorde även 4 miniserier vilka skildrade eldprovet som Charlie Team, en tredje S.T.A.R.S.-grupp som det bara berättas om i serien.
Det har även gjorts licensierade (samt olicensierade) Resident Evil-serier (tecknade i en stil som kallas manhua) som publicerats i Hong Kong. En av dessa har översatts, "Code: Veronica" som gjordes av Lee Chung Hing, blev översatt till engelska och publicerades senare av Wildstorm.

### Faktaböcker
"Resident Evil Archives" är en referensguide om Resident Evil-universumet och är skrivet av utvecklarna på Capcom. Den översattes till engelska av BradyGames. Guiden beskriver och summerar alla nyckelhändelser som sker i "Resident Evil Zero", "Resident Evil", "Resident Evil 2", "Resident Evil 3: Nemesis" och "Resident Evil Code: Veronica". Tillsammans med huvudhistorien innehåller guiden också fakta om relationer mellan karaktärer, koncept bilder, beskrivningar av föremål i spelet och kopior av texter man kan läsa i de olika spelen. Samtidigt som det är en av de få översatta guiderna med sådant omfång har mycket kritik från fans som anser att det är en dålig översättning som inte stämmer överens med originalet på japanska, samt med det som faktiskt hände i spelen.

## Resident Evil i andra spel
Tack vare Resident Evils framgång har Capcom ett flertal gånger gjort Resident Evil tillgängligt i olika spel. Ibland bara kläder, ibland karaktärer från Resident Evil som gästspelar i ett spel samt händelser som håller ihop med universumet.
- Pocket Fighter (1997) – Ett fightingspel som bjuder på karaktärer från Street Fighter och Darkstalker. I en kombo framförd av Chun Li har hon på sig samma kläder som Jill Valentine, klädd i sin S.T.A.R.S.-uniform. När man klarat spelet med Akuma får man se en scen när han slåss mot zombier klädda som de i Resident Evil.
- Breath of Fire III (1998) – Det finns en plats i Caer Xhan som kallas ”Plant 42”.
- Trick'N Snowboarder (1999) – Ett snowboardingspel till PlayStation där Leon, Claire och en Zombie polis kan låsas upp och användas när man åker.
- Dino Crisis (1999) – Ett skräck-överlevnadsspel gjort av Resident Evils skapare. Företaget Umbrellas logga finns synliga på flera lådor.
- SNK vs. Capcom: Card Fighters Clash (1999) – Ett kortspel till Neo Geo Pocket Color. ”Card Fighter Clash” innehöll flera spelkort som baserades på spel från SNK och Capcom. Kort med Jill Valentine, Leon S. Kennedy, Claire Redfield och en zombie från Resident Evil, samt ett actionkort som kallas ”Escape”, flykt, och hade en bild på när Sherry Birkin flyr från mutanten G. Herrgården från det första Resident Evil-spelet är med i en nöjespark i spelet, samt personer som heter Chris och Mikami. Uppföljaren, Card Fighters 2: Expand Edition lade till två nya karaktärer som avbildar Chris Redfield och Nemesis. Versionen till Nintendo DS, ”Card Fighters DS” har ett kort med Ada Wong.
- Marvel vs. Capcom 2 (2000) – I ett populärt fighting spel som släppts till flera konsoler, har de lagt in flera karaktärer från både Marvel och Capcom. Resident Evils Jill Valentine är en av karaktärerna, och har de flesta vapen man kunde ha i det första Resident Evil, samt specialattacker vilka trollar fram fiender från spelet som specialattacker, så som ”rocketlauncher” och Tyrant.
- Under the Skin (2004) – En bana i den här science fiction-komedin på PlayStation 2 utspelar sig i en parodi av Raccoon City, och flera av karaktärerna från Resident Evil 3: Nemesis, bland annat Jill Valentine, Carlos Oliviera och Nemesis.
- Namco x Capcom (2005) – Ett strategibaserat rollspel på PlayStation 2. Bruce McGivern och Fong Ling från Resident Evil Dead Aim gästa, och var och en av dem får sällskap av karaktärer från spelen Dino Crisis och Darkstalkers.
- Viewtiful Joe: Double Trouble (2005)- Har en bana som baseras på Resident Evil, samt musik och fiender från spelet, samt bilder på skurkar klädda som Jill, Carlos, Claire och Steve i bakgrunden.
- Dead Rising (2006) – Ett Capcom-spel med zombier. Det innehåller flera Resident Evil-referenser, och den mest uppenbara är en plats som heter ”Jill's Sandwiches”, som svar på det Barry sade i det första spelet
- Mega Man Legends 2 (2000) – Beroende på spelarens framgång i spelet kommer affären ha ett spel till salu med titeln Resident Evil 43.

## Övrigt

### Kringprodukter
Under årens gång har ett flertal leksaksföretag skaffat sig rättigheter att göra sina egna unika Resident Evil-actionfigurer och modeller. Andra företag har gjort Soft Air Guns av vapen som finns i spelen, och ett flertal mer exklusiva repliker av speciella vapen man kan se i spelen har tillverkats. En energidryck som kallats "T-virus Antidote" har sålts.

### Kritik
Genom att utnyttja skräck, pussel och mycket action har huvudserien av Resident Evil-spelen fått mycket goda recensioner världen över. Många av spelen, framför allt Resident Evil 2 och Resident Evil 4, har blivit tilldelade ett flertal "Årets Spel"-utmärkelser och de har tagit platser på många "Världens bästa spel"-listor. En vanlig kritik har varit att de pussel som finns i spelen har styrt spelen hårt, i negativ mening. Capcom har svarat på kritiken med att dra ner på pussel samt integrerat dem bättre i spelen.
Resident Evils framgång har lett till åtta utmärkelser i Guinness World Records: Gamer's Edition. Bland dessa rekord finns action-äventyrsspel som blivit omskrivet till bok flest gånger samt Honor of Worst Game Dialogue Ever, för repliken "Here's a lockpick. It might be handy if you, the master of unlocking, take it with you".